# Абзианидзе, Георгий Николаевич
Гео́ргий Никола́евич Абзиани́дзе (груз. გიორგი ნიკოლოზის ძე აბზიანიძე, 23.05.1907 г., Кутаиси, Российская империя — 6.04.1976 г., Тбилиси, Грузия) — грузинский советский литературовед. Доктор филологических наук (1964), профессор (1965). Заслуженный деятель науки Грузинской ССР (1969).

## Биография
Родился 10 мая (23 мая) 1907 года в Кутаиси в семье педагога. 
В 1929 году окончил филологический факультет Тбилисского государственного университета. 
С 1935 года работал в Институте истории грузинской литературы им. Шота Руставели. 
Умер в Тбилиси 6 апреля 1976 года.

## Научная деятельность
В 1940 году вышла книга Абзианидзе «Акакий Церетели. Жизнь и творчество» (на русском языке; на грузинском — в 1960), в 1950 году — сборник исследований и монографий «Грузинские классики»  (груз. ქართველი კლასიკოსები). Является автором книги «Очерки по истории грузинской общественной мысли XIX века» (груз. ნარკვევები XIX საუკუნის ქართული საზოგადოებრივი აზრის ისტორიიდა, 1959). Ему принадлежат также статьи о советских писателях, статьи по вопросам эстетики и истории русско-грузинских литературных связей.